# Liste des mammifères aux Terres australes françaises
Pour des articles plus généraux, voir Liste des mammifères en France et Faune aux Terres australes françaises.

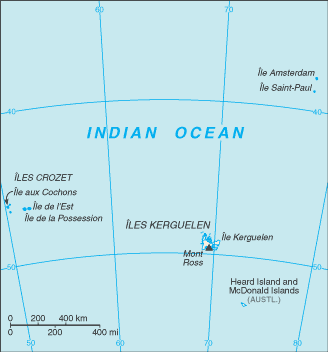
Carte topographique des Terres australes françaises.

Localisation des Terres australes françaises vis-à-vis de l'Antarctique.

Cette liste commentée recense la mammalofaune aux Terres australes françaises. Elle répertorie les espèces de mammifères actuels de ces districts des TAAF et celles qui ont été récemment classifiées comme éteintes (à partir de l'Holocène, depuis donc 11 700 ans av. J.‑C.). Cette liste comporte 38 espèces réparties en six ordres et quinze familles, dont trois sont « en danger », deux sont « vulnérables », une est « quasi menacée » et treize ont des « données insuffisantes » pour être classées (selon les critères de la liste rouge de l'UICN au niveau mondial). À l'échelle française, par la liste rouge de l'UICN France, ces mammifères n'ont pas forcément les mêmes statuts que précédemment : deux sont « en danger », trois ont des « données insuffisantes » pour être classés et treize sont « non applicables » (c'est-à-dire introduits, erratiques ou en limite d'aire de répartition en France, qui sont dits aussi cryptogènes).
Elle contient au moins sept espèces introduites sur ce territoire, qui sont plus ou moins bien acclimatées. Il peut contenir aussi des animaux non reconnus par la liste rouge de l'UICN (aucun mammifère ici) ou absents de la liste de l'UICN France (seize au total) et ils sont classés en « non évalué » : cela étant dû notamment au manque de données, à des espèces domestiques, disparues ou éteintes avant le XVIe siècle ou non acclimatées de manière certaine sur le territoire. Il n'existe pas aux Terres australes françaises d'espèce de mammifère endémique. Comme sous-espèce endémique, il y a par exemple Cephalorhynchus commersonii kerguelenensis.

## Statuts des listes rouges de l'UICN
Les statuts de conservation utilisés par la liste rouge de l'UICN mondiale sont :
| (EX) | Éteint                  | Il n'y a pas le moindre doute sur le fait que le dernier spécimen recensé est mort.                                                                   |
| (EW) | Éteint à l'état sauvage | L'espèce est connue uniquement en captivité ou en tant que population naturalisée bien en dehors de son ancienne aire de répartition.                 |
| (CR) | En danger critique      | L'espèce risque prochainement de s'éteindre à l'état sauvage.                                                                                         |
| (EN) | En danger               | L'espèce fait face à un très gros risque d'extinction à l'état sauvage.                                                                               |
| (VU) | Vulnérable              | L'espèce fait face à un gros risque d'extinction à l'état sauvage.                                                                                    |
| (NT) | Quasi menacé            | L'espèce ne satisfait pas un ou plusieurs des critères prévus qui permettraient de la catégoriser, mais pourrait risquer de s'éteindre dans le futur. |
| (LC) | Préoccupation mineure   | Il n'y a pas de risque identifiable pour l'espèce. |
| (DD) | Données insuffisantes   | Il n'y a pas d'information adéquate qui permettraient de faire une évaluation des risques pour cette espèce.                                          |
| (NE) | Non évalué              | L'espèce n'a pas encore été confrontée aux critères précédents, n'est pas reconnue par l'UICN ou bien s'est éteinte avant le XVIe siècle.             |

Et les statuts présents dans la liste rouge de l'UICN France sont :
| (EX) | Éteint                    | Il n'y a pas le moindre doute sur le fait que le dernier spécimen recensé est mort.                                                                   |
| (EW) | Éteint à l'état sauvage   | L'espèce est connue uniquement en captivité ou en tant que population naturalisée bien en dehors de son ancienne aire de répartition.                 |
| (RE) | Éteint au niveau régional | L'espèce n'est plus présente localement en France à l'état sauvage mais se trouve dans d'autres pays.                                                 |
| (CR) | En danger critique        | L'espèce risque prochainement de s'éteindre à l'état sauvage.                                                                                         |
| (EN) | En danger                 | L'espèce fait face à un très gros risque d'extinction à l'état sauvage.                                                                               |
| (VU) | Vulnérable                | L'espèce fait face à un gros risque d'extinction à l'état sauvage.                                                                                    |
| (NT) | Quasi menacé              | L'espèce ne satisfait pas un ou plusieurs des critères prévus qui permettraient de la catégoriser, mais pourrait risquer de s'éteindre dans le futur. |
| (LC) | Préoccupation mineure     | Il n'y a pas de risque identifiable pour l'espèce. |
| (DD) | Données insuffisantes     | Il n'y a pas d'information adéquate qui permettraient de faire une évaluation des risques pour cette espèce.                                          |
| (NA) | Non applicable            | L'espèce peut être d'introduction récente ou erratique sur le territoire.                                                                             |
| (NE) | Non évalué                | L'espèce n'a pas encore été confrontée aux critères précédents, n'est pas reconnue par l'UICN ou bien s'est éteinte avant le XVIe siècle.             |

## Ordre:Primates

### Famille:Hominidés
| Nom vulgaire, nom binominal et citation d'auteurs | Origine et statut aux Terres australes françaises | Aire de répartition                    | Statut UICN mondial | Statut UICN France | Image         |
| ------------------------------------------------- | ------------------------------------------------- | -------------------------------------- | ------------------- | ------------------ | ------------- |
| Homme moderne Homo sapiens Linnaeus, 1758         | Allochtone,                                       | Aire de répartition de l'Homme moderne | [ 3 ]               | (NE)               | Homme moderne |

## Ordre:Lagomorphes

### Famille:Léporidés
| Nom vulgaire, nom binominal et citation d'auteurs       | Origine et statut aux Terres australes françaises | Aire de répartition                     | Statut UICN mondial | Statut UICN France | Image            |
| ------------------------------------------------------- | ------------------------------------------------- | --------------------------------------- | ------------------- | ------------------ | ---------------- |
| Lapin de garenne Oryctolagus cuniculus (Linnaeus, 1758) | Allochtone (Introduit),                           | Aire de répartition du Lapin de garenne | [ 5 ]               | NA                 | Lapin de garenne |

## Ordre:Rodentiens

### Famille:Muridés
| Nom vulgaire, nom binominal et citation d'auteurs | Origine et statut aux Terres australes françaises | Aire de répartition                    | Statut UICN mondial | Statut UICN France | Image        |
| ------------------------------------------------- | ------------------------------------------------- | -------------------------------------- | ------------------- | ------------------ | ------------ |
| Souris grise Mus musculus Linnaeus, 1758          | Allochtone (Introduit)                            | Aire de répartition de la Souris grise | [ 6 ]               | NA                 | Souris grise |
| Rat surmulot Rattus norvegicus (Berkenhout, 1769) | Allochtone (Introduit)                            | Aire de répartition du Rat surmulot    | [ 7 ]               | NA                 | Rat surmulot |
| Rat noir Rattus rattus (Linnaeus, 1758)           | Allochtone (Introduit)                            | Aire de répartition du Rat noir        | [ 8 ]               | NA                 | Rat noir     |

## Ordre:Cétacés

### Famille:Balænidés
| Nom vulgaire, nom binominal et citation d'auteurs               | Origine et statut aux Terres australes françaises | Aire de répartition                                | Statut UICN mondial | Statut UICN France | Image                    |
| --------------------------------------------------------------- | ------------------------------------------------- | -------------------------------------------------- | ------------------- | ------------------ | ------------------------ |
| Baleine franche australe Eubalaena australis (Desmoulins, 1822) | Autochtone,                                       | Aire de répartition de la Baleine franche australe | [ 10 ]              | (NE)               | Baleine franche australe |

### Famille:Balænoptéridés
| Nom vulgaire, nom binominal et citation d'auteurs                   | Origine et statut aux Terres australes françaises | Aire de répartition                              | Statut UICN mondial | Statut UICN France | Image                     |
| ------------------------------------------------------------------- | ------------------------------------------------- | ------------------------------------------------ | ------------------- | ------------------ | ------------------------- |
| Baleine de Minke Balaenoptera acutorostrata Lacépède, 1804          | Autochtone                                        | Aire de répartition de la Baleine de Minke       | [ 11 ]              | [ 11 ]             | Baleine de Minke          |
| Petit Rorqual antarctique Balaenoptera bonaerensis Burmeister, 1867 | Autochtone                                        | Aire de répartition du Petit Rorqual antarctique | [ 12 ]              | (NE)               | Petit Rorqual antarctique |
| Rorqual boréal Balaenoptera borealis Lesson, 1828                   | Autochtone                                        | Aire de répartition du Rorqual boréal            | [ 13 ]              | (NE)               | Rorqual boréal            |
| Baleine bleue Balaenoptera musculus (Linnaeus, 1758)                | Autochtone                                        | Aire de répartition de la Baleine bleue          | [ 14 ]              | (NE)               | Baleine bleue             |
| Rorqual commun Balaenoptera physalus (Linnaeus, 1758)               | Autochtone                                        | Aire de répartition du Rorqual commun            | [ 15 ]              | (NE)               | Rorqual commun            |
| Baleine à bosse Megaptera novaeangliae (Borowski, 1781)             | Autochtone                                        | Aire de répartition de la Baleine à bosse        | [ 16 ]              | (NE)               | Baleine à bosse           |

### Famille:Cétothériidés
| Nom vulgaire, nom binominal et citation d'auteurs | Origine et statut aux Terres australes françaises | Aire de répartition                      | Statut UICN mondial | Statut UICN France | Image          |
| ------------------------------------------------- | ------------------------------------------------- | ---------------------------------------- | ------------------- | ------------------ | -------------- |
| Baleine pygmée Caperea marginata (Gray, 1846)     | Erratique,                                        | Aire de répartition de la Baleine pygmée | [ 17 ]              | NA                 | Baleine pygmée |

### Famille:Delphinidés
| Nom vulgaire, nom binominal et citation d'auteurs                    | Origine et statut aux Terres australes françaises | Aire de répartition                           | Statut UICN mondial | Statut UICN France | Image                  |
| -------------------------------------------------------------------- | ------------------------------------------------- | --------------------------------------------- | ------------------- | ------------------ | ---------------------- |
| Dauphin de Commerson Cephalorhynchus commersonii (Lacépède, 1804)    | Autochtone                                        | Aire de répartition du Dauphin de Commerson   | [ 18 ]              | [ 18 ]             | Dauphin de Commerson   |
| Globicéphale noir Globicephala melas (Traill, 1809)                  | Autochtone                                        | Aire de répartition du Globicéphale noir      | [ 19 ]              | [ 19 ]             | Globicéphale noir      |
| Lagénorhynque sablier Lagenorhynchus cruciger (Quoy & Gaimard, 1824) | Autochtone                                        | Aire de répartition du Lagénorhynque sablier  | [ 20 ]              | [ 20 ]             | Lagénorhynque sablier  |
| Lagénorhynque obscur Lagenorhynchus obscurus (Gray, 1828)            | Erratique                                         | Aire de répartition du Lagénorhynque obscur   | [ 21 ]              | NA                 | Lagénorhynque obscur   |
| Dauphin aptère austral Lissodelphis peronii (Lacépède, 1804)         | Autochtone                                        | Aire de répartition du Dauphin aptère austral | [ 22 ]              | [ 22 ]             | Dauphin aptère austral |
| Orque Orcinus orca (Linnaeus, 1758)                                  | Autochtone                                        | Aire de répartition de l'Orque                | [ 23 ]              | [ 23 ]             | Orque                  |

### Famille:Phocœnidés
| Nom vulgaire, nom binominal et citation d'auteurs    | Origine et statut aux Terres australes françaises | Aire de répartition                        | Statut UICN mondial | Statut UICN France | Image               |
| ---------------------------------------------------- | ------------------------------------------------- | ------------------------------------------ | ------------------- | ------------------ | ------------------- |
| Marsouin à lunettes Phocoena dioptrica Lahille, 1912 | Erratique                                         | Aire de répartition du Marsouin à lunettes | [ 24 ]              | NA                 | Marsouin à lunettes |

### Famille:Physétéridés
| Nom vulgaire, nom binominal et citation d'auteurs    | Origine et statut aux Terres australes françaises | Aire de répartition                   | Statut UICN mondial | Statut UICN France | Image          |
| ---------------------------------------------------- | ------------------------------------------------- | ------------------------------------- | ------------------- | ------------------ | -------------- |
| Grand Cachalot Physeter macrocephalus Linnaeus, 1758 | Autochtone                                        | Aire de répartition du Grand Cachalot | [ 25 ]              | (NE)               | Grand Cachalot |

### Famille:Ziphiidés
| Nom vulgaire, nom binominal et citation d'auteurs                   | Origine et statut aux Terres australes françaises | Aire de répartition                               | Statut UICN mondial | Statut UICN France | Image                    |
| ------------------------------------------------------------------- | ------------------------------------------------- | ------------------------------------------------- | ------------------- | ------------------ | ------------------------ |
| Bérardie d'Arnoux Berardius arnuxii Duvernoy, 1851                  | Autochtone                                        | Aire de répartition du Bérardie d'Arnoux          | [ 26 ]              | (NE)               | Bérardie d'Arnoux        |
| Hypérodon austral Hyperoodon planifrons Flower, 1882                | Autochtone                                        | Aire de répartition du Hypérodon austral          | [ 27 ]              | (NE)               | Hypérodon austral        |
| Mésoplodon d'Andrews Mesoplodon bowdoini Andrews, 1908              | Autochtone                                        | Aire de répartition du Mésoplodon d'Andrews       | [ 28 ]              | (NE)               | Mésoplodon d'Andrews     |
| Mésoplodon de Blainville Mesoplodon densirostris (Blainville, 1817) | Autochtone                                        | Aire de répartition du Mésoplodon de Blainville   | [ 29 ]              | (NE)               | Mésoplodon de Blainville |
| Mésoplodon de Gray Mesoplodon grayi Von Haast, 1876                 | Autochtone                                        | Aire de répartition du Mésoplodon de Gray         | [ 30 ]              | (NE)               | Mésoplodon de Gray       |
| Mésoplodon de Layard Mesoplodon layardii (Gray, 1865)               | Erratique                                         | Aire de répartition du Mésoplodon de Layard       | [ 31 ]              | NA                 | Mésoplodon de Layard     |
| Baleine à bec de Cuvier Ziphius cavirostris G. Cuvier, 1823         | Autochtone                                        | Aire de répartition de la Baleine à bec de Cuvier | [ 32 ]              | (NE)               | Baleine à bec de Cuvier  |

## Ordre:Artiodactyles

### Famille:Bovidés
| Nom vulgaire, nom binominal et citation d'auteurs | Origine et statut aux Terres australes françaises | Aire de répartition                          | Statut UICN mondial | Statut UICN France | Image                 |
| ------------------------------------------------- | ------------------------------------------------- | -------------------------------------------- | ------------------- | ------------------ | --------------------- |
| Mouflon méditerranéen Ovis aries Linnaeus, 1758   | Allochtone (Introduit),                           | Aire de répartition du Mouflon méditerranéen | [ 33 ]              | NA                 | Mouflon méditerranéen |

### Famille:Cervidés
| Nom vulgaire, nom binominal et citation d'auteurs | Origine et statut aux Terres australes françaises | Aire de répartition          | Statut UICN mondial | Statut UICN France | Image |
| ------------------------------------------------- | ------------------------------------------------- | ---------------------------- | ------------------- | ------------------ | ----- |
| Renne Rangifer tarandus (Linnaeus, 1758)          | Allochtone (Introduit)                            | Aire de répartition du Renne | [ 36 ]              | NA                 | Renne |

## Ordre:Carnivores

### Famille:Otariidés
| Nom vulgaire, nom binominal et citation d'auteurs                       | Origine et statut aux Terres australes françaises | Aire de répartition                                  | Statut UICN mondial | Statut UICN France | Image                       |
| ----------------------------------------------------------------------- | ------------------------------------------------- | ---------------------------------------------------- | ------------------- | ------------------ | --------------------------- |
| Otarie des Kerguelen Arctocephalus gazella (Peters, 1875)               | Autochtone                                        | Aire de répartition de l'Otarie des Kerguelen        | [ 37 ]              | [ 37 ]             | Otarie des Kerguelen        |
| Otarie de l'île d'Amsterdam Arctocephalus tropicalis (J. E. Gray, 1872) | Autochtone                                        | Aire de répartition de l'Otarie de l'île d'Amsterdam | [ 38 ]              | [ 38 ]             | Otarie de l'île d'Amsterdam |

### Famille:Phocidés
| Nom vulgaire, nom binominal et citation d'auteurs               | Origine et statut aux Terres australes françaises | Aire de répartition                              | Statut UICN mondial | Statut UICN France | Image                   |
| --------------------------------------------------------------- | ------------------------------------------------- | ------------------------------------------------ | ------------------- | ------------------ | ----------------------- |
| Léopard de mer Hydrurga leptonyx (de Blainville, 1820)          | Autochtone                                        | Aire de répartition du Léopard de mer            | [ 39 ]              | (NE)               | Léopard de mer          |
| Phoque de Weddell Leptonychotes weddellii (Lesson, 1826)        | Erratique                                         | Aire de répartition du Phoque de Weddell         | [ 40 ]              | NA                 | Phoque de Weddell       |
| Phoque crabier Lobodon carcinophaga (Hombron & Jacquinot, 1842) | Erratique                                         | Aire de répartition du Phoque crabier            | [ 41 ]              | NA                 | Phoque crabier          |
| Phoque de Ross Ommatophoca rossii Gray, 1844                    | Erratique                                         | Aire de répartition du Phoque de Ross            | [ 42 ]              | (NE)               | Phoque de Ross          |
| Éléphant de mer austral Mirounga leonina (Linnaeus, 1758)       | Autochtone                                        | Aire de répartition de l'Éléphant de mer austral | [ 43 ]              | [ 43 ]             | Éléphant de mer austral |

### Famille:Félidés
| Nom vulgaire, nom binominal et citation d'auteurs | Origine et statut aux Terres australes françaises | Aire de répartition                 | Statut UICN mondial | Statut UICN France | Image        |
| ------------------------------------------------- | ------------------------------------------------- | ----------------------------------- | ------------------- | ------------------ | ------------ |
| Chat sauvage Felis silvestris Schreber, 1777      | Allochtone (Introduit)                            | Aire de répartition du Chat sauvage | [ 44 ]              | NA                 | Chat sauvage |